# 李彬然
李彬然（1789年11月29日—？年），字藹如，號應圃，一號彥林，行二，四川重慶府長壽縣人，嘉慶二十一年丙子科順天舉人，嘉慶二十四年己卯恩科進士，官刑部江西司主事